# 12-й військовий округ (Третій Рейх)

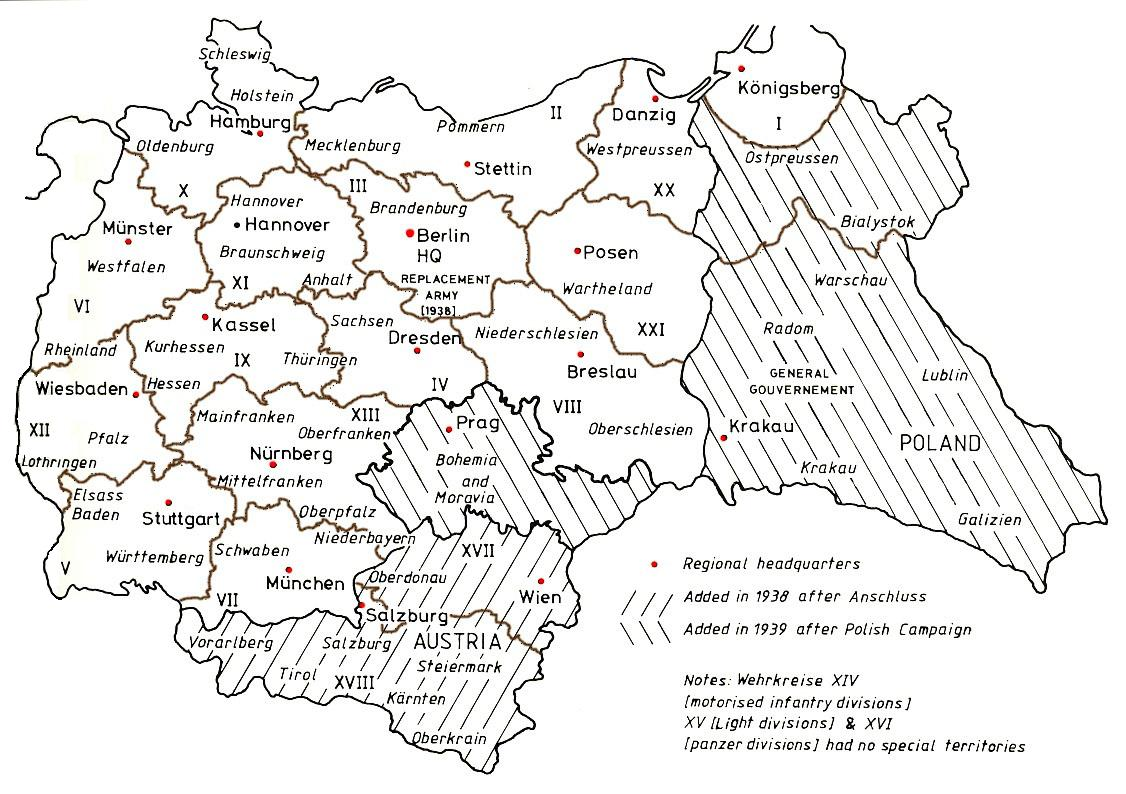
Карта військово-адміністративного розподілу Третього Рейху на 1944 рік

12-й військовий округ (нім. Wehrkreis XII) — одиниця військово-адміністративного поділу Збройних сил Німеччини за часів Третього Рейху.

### Командування
Командувачі
- генерал від інфантерії Альбрехт Штеппун (нім. Albrecht Steppuhn) (26 серпня 1939 — 30 квітня 1943);
- генерал від інфантерії Вальтер Шрот (нім. Walther Schroth) (1 травня 1943 — 6 жовтня 1944);
- генерал-лейтенант Пауль Дангаузер (нім. Paul Danhauser) (6 жовтня — 1 листопада 1944);
- генерал артилерії Герберт Остеркамп (нім. Herbert Osterkamp) (1 листопада 1944 — 8 травня 1945).